# Yuma Hiroki
Yuma Hiroki (廣木 雄磨 Hiroki Yuma?), född 23 juli 1992 i Tokyo prefektur, är en japansk fotbollsspelare.
Hiroki började sin karriär 2015 i Renofa Yamaguchi FC. Han spelade 85 ligamatcher för klubben. 2019 flyttade han till Fagiano Okayama.